# Franco Baralle
Franco Baralle (Córdoba, Argentina, 25 de marzo de 1999) es un baloncestista argentino que se desempeña como base en Flamengo del Novo Basquete Brasil.

## Trayectoria
Franco Baralle, hijo del exbasquetbolista profesional Germán Baralle, se formó en la cantera de Atenas. Debutó con el equipo mayor el 14 de octubre de 2015 en un duelo ante Estudiantes Concordia por la Liga Nacional de Básquet de Argentina.
Aunque en su temporada como novato participó de 24 partidos con un promedio de 3.5 minutos por juego, en su segunda temporada casi no vio acción en la LNB, siendo en su lugar parte del plantel que actuó en la Liga de Desarrollo. A raíz de ello, en enero de 2018 aceptó jugar unos meses en la segunda división como miembro del club entrerriano Rocamora.
Al regresar a Atenas se convirtió en el armador titular de su equipo. En las siguientes dos temporadas actuaría en 58 partidos, promediando 10.5 puntos, 2.2 rebotes y 2.7 asistencias por encuentro. 
Quimsa lo fichó en septiembre de 2020. Rápidamente se afianzó en el equipo santiagueño. Formó parte del plantel que conquistó la Liga de Campeones de Baloncesto de las Américas 2019-20, el Torneo Súper 20 2021 y la Supercopa 2022. Al término de la temporada regular 2021-22 de la LNB fue reconocido como el mejor jugador sub-23 del certamen. En su última temporada con Quimsa, la 2022-23, conquistó el título de la LNB.
En junio de 2023 se anunció que el Minas Tênis Clube lo contrató para actuar en el Novo Basquete Brasil. Tras dos temporadas con el club, en junio de 2025, pasó a las filas del Flamengo.

### Clubes
| Club              | País      | Año             |
| ----------------- | --------- | --------------- |
| Atenas            | Argentina | 2015 - 2017     |
| Rocamora          | Argentina | 2018            |
| Atenas            | Argentina | 2018 - 2020     |
| Quimsa            | Argentina | 2020 - 2023     |
| Minas Tênis Clube | Brasil    | 2023 - 2025     |
| Flamengo          | Brasil    | 2025 - Presente |

## Selección nacional
Baralle fue miembro de los seleccionados juveniles de baloncesto de Argentina, participando del Campeonato Sudamericano de Baloncesto Sub-15 de 2014, el Campeonato FIBA Américas Sub-16 de 2015 y el Campeonato Mundial de Baloncesto Sub-17 de 2016.
A partir de 2021 comenzó a jugar en la selección absoluta de su país.
Formó parte del plantel que obtuvo la medalla de oro en el torneo de baloncesto masculino de los Juegos Panamericanos de 2023.